# Diners Club
Diners Club International oprindeligt grundlagt som Diners Club er et betalingskort, der ikke har en øvre købsgrænse og som ifølge selskabet bag kortet er betalingsmiddel i omkring 9 millioner tilsluttede indkøbssteder fordelt over 200 lande.
Diners Club blev stiftet i 1950 af Frank X. McNamera, Ralph Schneider og Matty Simmons. Selskabet blev den første uafhængige udbyder af kreditkort i verden.
Diners Club International har siden 2008 været et datterselskab til Discover Financial Services. Diners Club International tilbyder franchiserettigheder til regioner rundt omkring i verden. I Danmark er SEB Kort franchisetagere.